# Charles Hingray
Charles Hingray est un homme politique français né le 24 octobre 1796 à Épinal (Vosges) et décédé le 7 juin 1870 à Paris.

## Biographie
Libraire à Paris, il se rend célèbre avec le procès qui lui est intenté pour avoir refusé de payer le péage sur le pont des Arts. 
Il est député des Vosges de 1848 à 1849, siégeant à gauche.

## Sources bibliographiques
- « Charles Hingray », dans Adolphe Robert et Gaston Cougny, Dictionnaire des parlementaires français, Edgar Bourloton, 1889-1891 [détail de l’édition]